# الأمن العام (اليمن)
قطاع الأمن العام أحد القطاعات  الأمنية ويتبع وزارة الداخلية اليمنية . 

## المهام و الاختصاصات
يمارس قطاع الأمن العام المهام و الاختصاصات التالية :
1. أعداد الخطط الأمنية في مختلف الفعاليات و المناسبات الوطنية و الدينية وإثناء زيارة رؤساء الدول و الحكومات وكبار الضيوف للبلاد.
2. أعداد البرامج الشهرية لتنفيذ حملات منع حمل السلاح وإعداد التقارير التقيمية لمستوى تنفيذ هذه الحملات.
3. إصدار التعليمات الخاصة بتوفير الحماية و المرافقة لكبار الضيوف و السفراء وأعضاء البعثات الدبلوماسية و الأجنبية و الهيئات الدولية وكذا مختلف وزارات ومؤسسات الدولة.
4. تحمل مسئولية لجان سلطات الحدود اليمنية - العمانية من الدرجة الأولى وسلطات الحدود اليمنية - السعودية من الدرجة الثانية ومتابعة كافة القضايا الأمنية في المناطق الحدودية واتخاذ الإجراءات اللازمة بشأنها .
5. تحمل مسئولية متابعة تنفيذ وتفعيل الاتفاقيات الأمنية الموقعة بين اليمن وعدد من الدول العربية و الإسلامية و الأجنبية .
6. الإشراف و المتابعة لكافة القضايا الأمنية ذات الطابع الجنائي وإصدار التوجيهات اللازمة بشأنها ومتابعة القضايا المجهولة .
7. التقيد بتوجيهات قيادة الوزارة فيما يتعلق بتنفيذ العديد من المهام الأمنية على مستوى أمانة العاصمة و المحافظات و الوقوف أمام الصعوبات ووضع المعالجات المناسبة لها
8. إعداد التقارير الأمنية من واقع البلاغات اليومية و الأسبوعية و الشهرية و الفصلية و النصف سنوي و السنوي من حالة الجريمة في عموم محافظات الجمهورية .
9. إصدار التعاميم الأمنية اللازمة بضبط المطلوبين امنياً و الفارين من وجه العدالة ومتابعة ضبطهم وتعميم بعض الأساليب الإجرامية .
10. إعداد الخطة التفصيلية لقطاع الأمن العام على ضوء المهام الواردة في خطة وزارة الداخلية السنوي وإعداد التقارير التقيمية اللازمة حول مستوى الأداء
11. الإشراف المباشر لسير الأداء على مستوى الإدارات العامة التابعة لقطاع الأمن
12. التنسيق و المتابعة مع مختلف الوحدات الأمنية و العسكرية إثناء تنفيذ المهام الأمنية المشتركة ومن خلال المشاركة في عضوية اللجنة الأمنية العليا
13. التنسيق و المتابعة مع أجهزة النيابة و القضاء فيما يتعلق بتنفيذ المهام الأمنية المشتركة

## الهيكل
1. الإدارة العامة للقيادة والسيطرة .
2. الإدارة العامة للاتصالات .
3. الوكيل المساعد للأمن الجنائي ، ويتبعه الإدارات العامة التالية :-
  1. الإدارة العامة للبحث الجنائي .
  2. الإدارة العامة للأدلة الجنائية .
  3. الإدارة العامة لمكافحة المخدرات .
  4. الإدارة العامة لمباحث الأموال العامة .
  5. الإدارة العامة لحماية الأسرة . (إدارة جديدة لتسهيل اجرائات الأسر في الشرطة)
4. الوكيل المساعد لعمليات الشرطة ويتبعه الإدارات العامة التالية :-
  1. الإدارة العامة لشرطة السير . ( الإدارة العامة للمرور ) سابقاً .
  2. الإدارة العامة لشرطة الدوريات وأمن الطرق . ( شرطة النجدة ) سابقا .
  3. الإدارة العامة لحراسة المنشآت وحماية الشخصيات .
  4. الإدارة العامة للشرطة السياحية وحماية الآثار .
  5. الإدارة العامة لأمن المنافذ والمطارات .